# Segismundo Leopoldo de Austria
El archiduque Segismundo Leopoldo de Austria (Milán, 7 de enero de 1826 - Viena, 15 de diciembre de 1891) fue un príncipe y militar austríaco.

## Biografía
Era el quinto de los hijos, y tercero de los varones del matrimonio formado por el archiduque Raniero de Austria y la princesa Isabel de Saboya-Carignano. 
Nació en el Palacio Real de Milán a las 5 y media de la tarde. Como era habitual se anunció su nacimiento con ciento un cañonazos. Fue bautizado el día 15 de enero, en su mismo lugar de nacimiento por el arzobispo de Milán. Fue su padrino, su primo, Leopoldo II de Toscana. Le fueron impuestos los nombres de Segismundo, Leopoldo, Raniero, María, Ambrosio y Valentín.
En su vida adulta siguió la carrera militar, como era normal en los archiduques de Austria. En 1848, fue destinado al cuartel general del general Radetzky, participando en la sofocación de las revueltas de 1848 en el reino Lombardo-véneto. En 1856 fue elevado a teniente-mariscal de campo. En ese momento y debido a su maltrecha salud, dejó el servicio militar activo. Desde entonces residió en el castillo de Gmünd, en la Baja Austria. Apasionado botánico y dendrólogo, en su castillo de Gmünd llegó a instalar un gran invernadero y plantar un amplio parque.

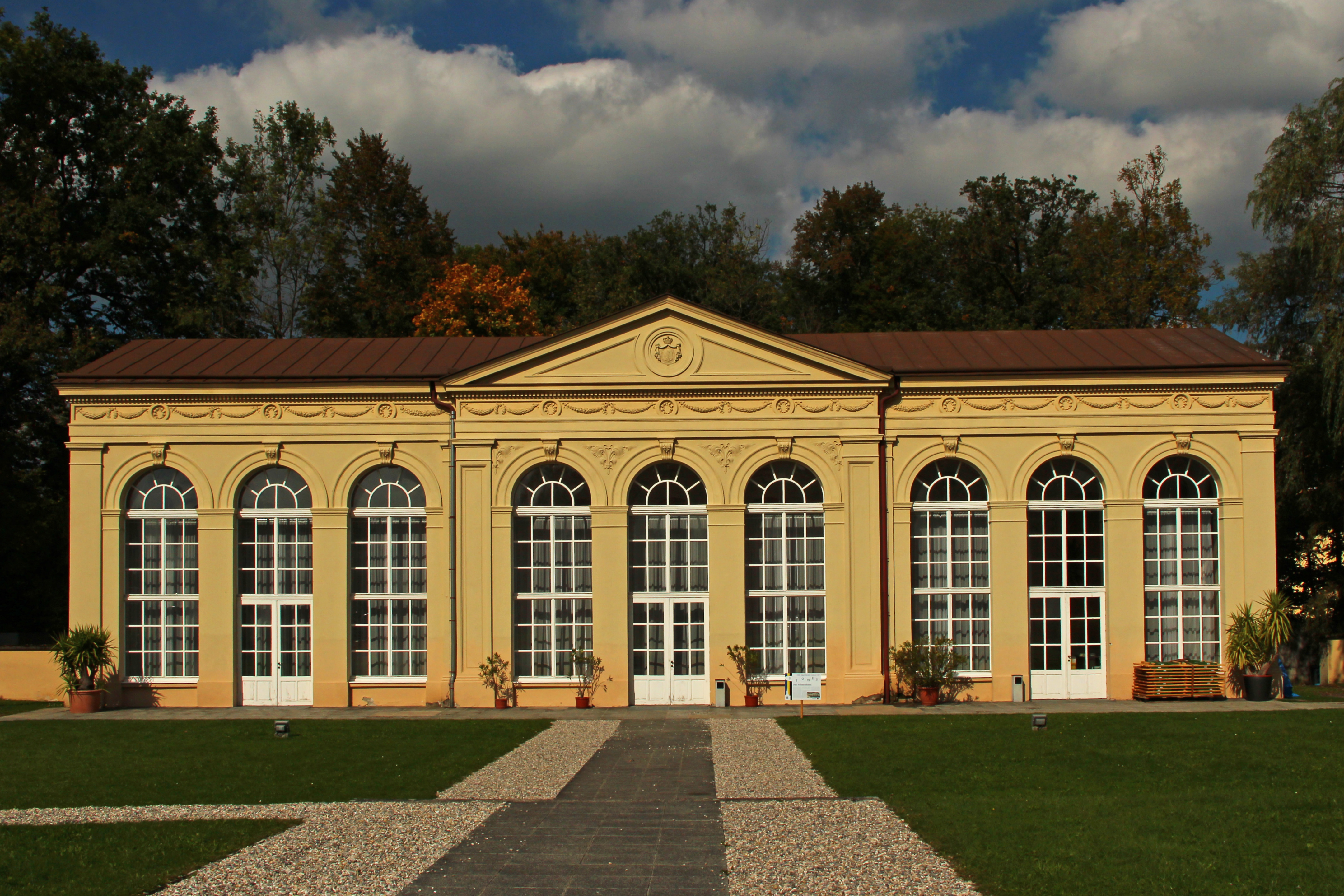
Invernadero del castillo de Gmünd, construido por el archiduque.

Murió en Viena el 15 de diciembre de 1891, apenas unos días después de la muerte de su hermano Enrique.

## Títulos, órdenes y empleos

### Títulos
| ● 7 de enero de 1826-15 de diciembre de 1891: | Su alteza imperial y real el archiduque Segismundo (Leopoldo) de Austria, príncipe real de Hungría y Bohemia |

### Órdenes

#### Imperio austríaco
- Caballero de la Orden del Toisón de Oro.[7][8][9] (7 de diciembre de 1852[3]).

#### Extranjeras
- Caballero de la Orden de San Andrés.[7][9] ( Imperio ruso, 19 de mayo de 1852[3])
- Caballero de la Orden de San Alejandro Nevsky.[7][9] ( Imperio ruso, 19 de mayo de 1852[3])
- Caballero de la Orden del Águila Blanca.[7][9] ( Imperio ruso, 19 de mayo de 1852[3])
- Caballero de primera clase de la Orden de Santa Ana.[7][9] ( Imperio ruso, 19 de mayo de 1852[3])
- Caballero de la Suprema Orden de la Santísima Anunciación.[9] ( Reino de Italia, 21 de septiembre de 1873[10][3])

### Empleos
- Propietario (Inhaber) del regimiento de infantería nº45 del Imperial y Real Ejército austrohúngaro.[9][3]
- Teniente-mariscal de campo del Imperial y Real Ejército austrohúngaro.[9][3]